# Heshan (Guangxi)
Heshan (合山市S, HéshānP) è una città-contea della Cina, situata nella regione autonoma di Guangxi e amministrata dalla prefettura di Laibin.